# Jesus Christ Superstar (film 1973)
Jesus Christ Superstar – amerykański musical z 1973 roku w reżyserii Normana Jewisona, ekranizacja rock-opery pod tym samym tytułem z muzyką Andrew Lloyda Webbera i librettem Tima Rice'a.
Zdjęcia realizowano w Izraelu: Bet Guwrin (jaskinia w parku narodowym), Bet Szean, nad Morzem Martwym, Awdat.

## Obsada
- Ted Neeley – Jezus Chrystus
- Carl Anderson – Judasz Iskariota
- Yvonne Elliman – Maria Magdalena
- Barry Dennen – Poncjusz Piłat
- Bob Bingham – Józef Kajfasz
- Larry Marshall – Szymon Zelota
- Josh Mostel – Herod Antypas
- Kurt Yaghjian – Annasz
- Paul Thomas (pod nazwiskiem Philip Toubus) – Piotr

## Opis fabuły
Grupa młodych ludzi wyrusza na pustynię, by przygotować rock-operę dotyczącą ostatnich chwil Jezusa Chrystusa.

Judasz jeden z apostołów, nie wierzy, że Jezus jest Synem Bożym i wydaje go faryzeuszom. Maria Magdalena jest rozdarta – nie jest pewna swoich uczuć do Jezusa. Jezus czuje się nierozumiany przez swoich wyznawców, jako bojący się śmierci człowiek pragnie ją od siebie oddalić, Piłat bojąc się odpowiedzialności, chce Jezusa uwolnić. Jezus zostaje ukrzyżowany i umiera.

## Głosy krytyków
Film wzbudził mieszane uczucia: z jednej strony Radio Watykańskie pochwaliło jego szczerość i świeżość, z drugiej – część społeczności katolickiej uznała go za obrazoburczy i zbojkotowała. Brak Zmartwychwstania, uwypuklenie postaci Judasza, erotyczny podtekst relacji Marii Magdaleny i Jezusa oraz brak pewności co do boskiej natury Jezusa okazały się dla wielu nie do przyjęcia. Sukces odniosły natomiast nagrania z tego w całości śpiewanego filmu – płyta stała się bestsellerem, ze słynnym utworem I Don't Know How to Love Him na czele, śpiewanym przez Marię Magdalenę.

## Nagrody i nominacje
Oscary za rok 1973
- Najlepsza muzyka z piosenkami i/lub najtrafniejsza adaptacja – André Previn, Herbert W. Spencer, Andrew Lloyd Webber (nominacja)

Złote Globy 1973
- Najlepsza komedia/musical (nominacja)
- Najlepszy aktor w komedii/musicalu – Ted Neeley (nominacja)
- Najlepszy aktor w komedii/musicalu – Carl Anderson
- Najlepsza aktorka w komedii/musicalu – Yvonne Elliman
- Odkrycie roku – aktor – Ted Neeley (nominacja)
- Odkrycie roku – aktor – Carl Anderson (nominacja)

Nagrody BAFTA 1973
- Najlepszy dźwięk – Les Wiggins, Gordon K. McCallum, Keith Grant (nominacja)
- Najlepsze zdjęcia – Douglas Slocombe (nominacja)
- Najlepsze kostiumy – Yvonne Blake (nominacja)
- Nagroda Narodów Zjednoczonych (nominacja)